# Bajram Haliti
Bajram Haliti (Gnjilane, República Federal Popular de Yugoslavia, 21 de mayo de 1955 - Belgrado, Serbia, 18 de julio de 2022) fue un célebre escritor, activista y periodista serbio perteneciente al pueblo gitano. 

## Biografía
Políglota, ha dado conferencias por toda Europa y en los Estados Unidos. Es también editor de la revista Ahimsa ("no violencia"), dedicada al pueblo roma y a cuestiones serbias.

## Premios
Sus libros han ganado muchos premios, entre ellos varios premios en el anual "Amico Rom" concurso en Italia
y su obra se incluyó en 1998 de "The Roads of Roma: A PEN Anthology of Gypsy Writers".

## Publicaciones
- "Roma, la gente del mal castigo"
- "La deuda hacia la verdad"
- "Celestes Ring"
- "Tadz Mahal" poema
- "Contemplaciones sobre cuestiones relativas a los romaníes"
- "Mirabai" poema
- "Cartas a Minakshi"
- "Lamento sobre el templo de la muerte de los romaníes de Kosovo", poema
- La épica "Batalla entre Roma y los alemanes"
- Drama "Aishwarya, un amor"
- "El líder de los intocables"
- Drama "Koshtana, todo o nada"
- Traducción del "Romancero Gitano" de Federico García Lorca
- Eshile traducción de la tragedia de "Prometeo esclavizados"
- Traducción del drama de Haynes Miler "El banco de la basura"
- El autor de "Diccionario de hindi, idioma romaní en 50 lecciones"
- El autor de "gramática romaní"
- El hindi-Roma diccionario 2.500 palabras
- Publicado poemas y textos en muchas revistas
- Sus libros se publicaron en italiano, Polonia, Bulgaria, India y el idioma inglés.
- Sus poemas están presentes en numerosas antologías de los escritores de Serbia, Bulgaria, India, Alemania, Polonia, República Checa, Italia, Croacia, Macedonia, Hungría etc Asam